# 変幻自在のマジカルスター
「変幻自在のマジカルスター」（へんげんじざいのマジカルスター）は、GRANRODEOの楽曲。谷山紀章が作詞、飯塚昌明が作曲を手掛けた。ユニットの21枚目のシングルとして2014年2月12日にLantisから発売された。

## 音楽性
本曲は、テレビアニメ『黒子のバスケ』の第2期2クール目のオープニングテーマに起用された。甘酸っぱく切ないラブソングで、歌詞はNBAで使われる「頼れるエース」を意味する「Go to guy」が盛り込まれている他、岡村靖幸の13thシングル「あの娘ぼくがロングシュート決めたらどんな顔するだろう」に登場するフレーズ「35連敗」や彼の作品に頻繁に登場する「ピーチ」を基にした「peachmind」をちりばめるなど岡村靖幸へのオマージュ的な内容に仕上がっている。

## シングルリリース
2014年2月12日にLantisから発売された。GRANRODEOのシングルとしては前作「The Other self」から約4か月ぶりのリリースとなる。
販売形態は初回限定盤（LACM-34189）・通常盤（LACM-14189）・アニメ盤（LACM-14190）の3種リリースで、初回限定盤には本曲のPVを収録したDVDが同梱され、アニメ盤のジャケットには『黒子のバスケ』の登場人物である黒子テツヤと火神大我のイラストが描かれている。
2曲目「絶頂ポイズン」は、『白雪姫』をテーマとしたロカビリー調のダークな曲。歌詞は完璧な女性の裏の部分を推測する内容になっている。
3曲目「Once & Forever（Plugless Live Edition）」は、ファンクラブ『ロデオ組』限定のライブで歌われた「Once & Forever」のセルフアレンジバージョンである。

## チャート成績
オリコン週間チャートで10位を獲得。19thシングル「偏愛の輪舞曲」から3作連続でTOP10を獲得している。初動売上枚数は1.5万枚であり、前作から約0.1万枚減少した。デイリーチャートでは、2月16日付けのチャートで3位を獲得し、3作連続でTOP3入りを果たした。また、COUNT DOWN TV This week 's TOP100で15位を獲得。3作連続でTOP20入りした。また、オリコン月間チャートで30位を獲得した。月間チャートのTOP30入りは「偏愛の輪舞曲」から3作連続である。尚、2作連続で月間チャートで2.0万枚超えでランクインしている。

## シングル収録内容
| 全作詞: 谷山紀章、全作曲・編曲: 飯塚昌明。 |                                                                           |          |            |      |
| #                                          | タイトル                                                                  | 作詞     | 作曲・編曲 | 時間 |
| 1.                                         | 「変幻自在のマジカルスター」                                              | 谷山紀章 | 飯塚昌明   | 4:41 |
| 2.                                         | 「絶頂ポイズン」                                                          | 谷山紀章 | 飯塚昌明   | 4:41 |
| 3.                                         | 「Once & Forever（Plugless Live Edition）」(ストリングスアレンジ: 竹内純) | 谷山紀章 | 飯塚昌明   | 6:46 |
| 4.                                         | 「変幻自在のマジカルスター（OFF VOCAL）」                                 | 谷山紀章 | 飯塚昌明   | 4:41 |
| 5.                                         | 「絶頂ポイズン（OFF VOCAL）」                                             | 谷山紀章 | 飯塚昌明   | 4:41 |
| 合計時間:                                  | 合計時間:                                                                 | 25:32    |            |      |

| #  | タイトル                                 | 作詞 | 作曲・編曲 |
| -- | ---------------------------------------- | ---- | ---------- |
| 1. | 「変幻自在のマジカルスター」(Music Clip) |      |            |

## チャート
| チャート（2014年）                                 | 最高位 |
| -------------------------------------------------- | ------ |
| オリコン週間                                       | 10     |
| オリコンデイリー                                   | 3      |
| オリコン月間                                       | 30     |
| CDTV                                               | 15     |
| Billboard Japan Hot 100                            | 17     |
| Billboard Japan Hot Animation                      | 1      |
| Billboard Japan Hot Singles Sales                  | 8      |
| Billboard Japan Top Independent Albums and Singles | 1      |
| サウンドスキャンジャパン（初回限定盤）             | 10     |

## カバー
変幻自在のマジカルスター
- OxT - 2020年8月19日発売の『GRANRODEO Tribute Album "RODEO FREAK"』に収録。